# Fonti del testo ebraico della Bibbia

## Classificazione
I manoscritti dell'Antico Testamento sono distinguibili in base al materiale e alla forma del supporto.
In base al materiale del supporto possono essere:
- papiri, ricavati dall'omonima pianta.
- pergamene, cioè scritti su pelle di pecora conciata.

In base alla forma supporto possono essere:
- rotoli: il testo è scritto su un solo lato di una lunga striscia orizzontale, organizzato su più colonne; per essere letto va avvolto in un senso o nell'altro. Nelle sinagoghe ebraiche i libri della Torah sono su rotoli.
- codici: simili agli attuali libri, sono singoli fogli puntati lungo un fianco e scritti su entrambi i lati. Tale sistema soppiantò tra il II-V secolo i rotoli: il codice è più maneggevole, più facile da consultare (si legge senza bisogno di utilizzare due mani, resta aperto da solo), i riferimenti sono fatti in modo più semplice numerando le pagine, contiene più testo rispetto al rotolo essendo scritto su entrambi i lati.

## Diverse versioni trovate a Qumran
Circa le fonti dell'Antico Testamento ebraico, i testimoni più antichi sono i manoscritti biblici di Qumran, ritrovati nel 1947, che contengono frammenti più o meno ampi di tutti i testi della Bibbia ebraica. Nel complesso risalgono a un ampio periodo che va dal 250 a.C. circa al 68 d.C. Il ritrovamento di tali manoscritti ha rappresentato una grande scoperta archeologica: prima del 1947 non si possedevano manoscritti anteriori al IX secolo d.C.
La scarsità di manoscritti ebraici è dovuta alla particolare reverenza riservata ai rotoli, per la quale si eliminavano tutti quelli che possedevano il minimo difetto, anche dovuto all'invecchiamento. La copiatura era però svolta con estrema accuratezza, in modo da consentire una trasmissione del testo estremamente affidabile.

## Il testo masoretico come standard
Nella fissazione stabile e definitiva del testo biblico ebraico fondamentale è il lavoro di rabbini detti masoreti. Furono attivi per un ampio lasso di tempo che va dal II secolo a.C. al 1425 d.C., particolarmente fiorenti nel IX secolo d.C., nelle sedi di Tiberiade, Gerusalemme e Babilonia. Erano suddivisi in varie scuole rivali, tra le quali la predominante risultò quella di Tiberiade di Aaron Ben Moses Ben Asher (+ circa 960 d.C.). I masoreti fecero l'enorme sforzo di comparare i testi di tutti i manoscritti biblici conosciuti allo scopo di creare un testo unico. La versione che ne derivò è detta testo masoretico (TM). I masoreti inserirono anche vocali al testo, visto che i testi originali erano formati soltanto di consonanti. Queste aggiunte hanno implicato a volte anche l'interpretazione di quanto era scritto, in quanto alcune parole avevano significati differenti a seconda della vocale usata.
I testimoni più autorevoli prodotti dai masoreti sono:
- Codice del Cairo, datato 895-896 d.C., probabilmente trascritto da Moses ben Asher, padre di Aaron ben Asher, il principale dei masoreti. Contiene solamente i libri dei Profeti;
- Codice di Aleppo (A), datato 925-930 d.C., è il codice esistente più antico e ampio, sebbene non completo (manca quasi tutta la Torah e diversi Scritti), frutto anch'esso della scuola masoretica di Aaron Ben Asher;
- Codice di Leningrado b19A (Codex Leningradensis, L). Come appare dal colophon dello stesso testo, risale al 1008-1009 d.C. L'autore, Samuele Ben Giacobbe, dichiara di averlo copiato da un manoscritto originale di Aaron Ben Asher. Per la sua interezza, autorevolezza e disponibilità di consultazione, è stato per secoli riferimento per la compilazione delle varie bibbie ebraiche, manoscritte prima e poi stampate. Attualmente è conservato nella città russa di San Pietroburgo (già Leningrado, donde il nome).

## Edizioni stampate del Testo Masoretico
In epoca moderna sono state molte le edizioni a stampa del TM.
- La prima edizione a stampa della sola Torah apparve a Bologna il 26 gennaio 1482, corredata di vocali, accenti, targum (traduzione aramaica) e commento di Rashi. Editore fu Abraham ben Hayyim dei Tintori (Dei Pinti), di Pesaro, sulla base di un manoscritto spagnolo.
- A latere di molte pubblicazioni parziali dei libri della Bibbia, la prima edizione a stampa del completo testo ebraico è la Bibbia di Soncino (vicino a Cremona), in 3 volumi, realizzata nel 1488 dal giudeo Gherson Soncino.
- La Bibbia di Berlino fu stampata a Brescia nel 1494. È una revisione della Bibbia di Soncino. Fu usata da Lutero per la traduzione dell'AT. Attualmente è conservata a Berlino, donde il nome.
- Jacob Ben Hayyim Ibn Adonijah ha collezionato un vasto numero di manoscritti (secondo criteri a noi non noti con sufficiente chiarezza), organizzato il suo materiale e sistemato la Masorah nella seconda edizione della Bibbia Bomberg (Venezia 1524-25; la prima edizione del 1515-7 fu disconosciuta dai rabbini). Inoltre, introducendo la Masorah al margine, compilò alla fine della sua Bibbia una concordanza tra le chiose masoretiche e aggiunse un'introduzione elaborata: il primo trattato sulla Masorah mai prodotto. Quest'opera è stata generalmente riconosciuta come il textus receptus della Masorah.
- Dopo Ibn Adonijah, lo studio critico della Masorah è stato continuato da Elia Levita, che pubblicò nel 1538 il Massoret ha-Massoret. Levita compilò anche una vasta concordanza Masoretica, il Sefer ha-Zikronot. Il Tiberias del successivo Buxtorf (1620) rese le ricerche di Levita accessibile agli studenti cristiani. Successivamente, Meïr b. Todros ha-Levi scrisse nel XIII secolo il Sefer Massoret Seyag la-Torah. Menahem di Lonzano scrisse un trattato sulla Masorah del Pentauteco intitolato Or Torah. Jedidiah Solomon di Norzi scrisse lo Minat Shai, contenente note masoretiche di grande importanza basate su uno studio attento dei manoscritti.
- Everard van der Hooght (1705, Amsterdam).
- Benjamin Kennicott (1776, Oxford), ripresa poi da Giovanni Bernardo De Rossi (1784-8).
- Meir Letteris (1852, 1862).
- Seligman Baer e Franz Delitszch, 1869-1895.
- C.D. Ginsburg (1894; 1908-1926).
- Nel 1906 il biblista tedesco Rudolf Kittel (1853 - 1929) pubblicò la prima edizione della Biblia Hebraica (BH, più nota però come Biblia Hebraica Kittel, BHK), virtualmente identica alla Bomberg del 1524-5. Nel 1925 seguì la seconda edizione. La terza edizione della BHK (1937), realizzata dai collaboratori di Kittel in collaborazione con Paul Kahle, è invece basata sul Codex Lenigradensis.
- Umberto Cassuto (1953, basata sulla Ginsburg ma rivista a partire da A (che ebbe il permesso di studiare personalmente), L e di altri manoscritti).
- Norman Snaith (1958).
- Koren (1966).
- 1960 Pentateuco e Haftaroth vol.I, Profeti Anteriori vol.II, Profeti Posteriori vol.III, Agiografi vol.IV Edizione con testo a fronte ebraico - italiano, seguita da almeno tre riedizioni. Per l'Edizione 1976, Pesach 5736, Torino coordinatori Rabbini Alfredo Sabato Toaff, Dario Disegni, Menachem Emanuele Arto, Ermanno Friedenthal, Elio Toaff, Elia Samuele Arto, Alfredo Ravenna
- La Biblia Hebraica Stuttgartensia (BHS=BH4) è una revisione della BH3, e dunque basata su L, realizzata originariamente (1966) da Karl Elliger e Wilhelm Rudoph della Deutsche Bibelgesellschaft di Stuttgart (Stoccarda, D). Ad essa sono seguite altre tre edizioni (1977, 1983, 1990). Attualmente costituisce il Textus Receptus, di riferimento per le varie edizioni ebraiche e le traduzioni dell'AT.
- Aron Dotan (1974, 2001).
- Mordechai Breuer (1977-1982).
- La Biblia Hebraica Quinta (BHQ), realizzata da più di venti studiosi, è una collana in corso di pubblicazione (finora pubblicato solo Megillot 2004). Non contiene un testo eclettico, derivato dal confronto dei vari manoscritti, ma riporta L come testo di riferimento. L'opera tiene conto del fatto che per diversi libri biblici, almeno in alcune loro parti, sono disponibili versioni più antiche ma non ebraiche.
- È doveroso infine un cenno a un ambizioso progetto editoriale in corso, The Hebrew University Bible Project (HUB). Intende essere un'editio maior, contenente cioè tutti i testimoni ebraici antichi, tutte le versioni (spesso più antiche dei testimoni ebraici), tutte le citazioni rabbiniche o di altra provenienza, spiegazioni e annotazioni. Codice di riferimento è quello di Aleppo. Pubblicati finora Isaia (1995), Geremia (1997), Ezechia (2004).

## Versioni differenti
A seguito dell'analisi dei contenuti di questi manoscritti, alcuni studiosi (Ulrich, Stipp e Tov) hanno proposto la seguente ipotesi. Quando le prime versioni dei libri dell'Antico Testamento venivano completate, venivano considerate autorevoli e fatte circolare come tali, ma in un periodo successivo venivano scritte e fatte circolare delle edizioni revisionate dei libri pensate per sostituire le precedenti. Il processo di sostituzione di edizioni consecutive è stato solo parziale, in modo che le edizioni precedenti non smettessero mai completamente di esistere. Nell'antico Israele, la nuova edizione che sarebbe diventata il testo masoretico (quasi identica alla versione contenuta nella vulgata, nella peshitta, e nei manoscritti vaticani) sostituì i testi precedenti, ma non completamente. Quindi le edizioni precedenti rimasero in uso in posti non centrali da un punto di vista geografico e sociologico, come ad esempio il deposito di testi di Qumran ed i vari manoscritti dei quali la traduzione greca fu preparata in antico Egitto. Queste, che secondo questa teoria sarebbero fra le prime edizioni della Bibbia e che nel caso dei manoscritti di Qumran risalgono al più presto al II secolo a.C., sarebbero state conservate per i posteri per puro caso nella traduzione Septuaginta ed attraverso le scoperte nel Qumran.
Un esempio di differenze tra testo masoretico e Qumranico è la seguente tabella (Tov 2001) che si riferisce al libro di Isaia:
| Tipi di differenze tra 1QIsa{\displaystyle ^{b}} e Codex Leningradensis | Numero |
| ----------------------------------------------------------------------- | ------ |
| Ortografia                                                              | 107    |
| Aggiunta del congiuntivo waw                                            | 16     |
| Mancanza del congiuntivo waw                                            | 13     |
| Articoli (aggiunta/omissione)                                           | 4      |
| Differenze nelle consonanti                                             | 10     |
| Lettere mancanti                                                        | 5      |
| Differenze nei numeri                                                   | 14     |
| Differenze nei pronomi                                                  | 6      |
| Forme grammaticali diverse                                              | 24     |
| Preposizioni diverse                                                    | 9      |
| Parole diverse                                                          | 11     |
| Parole omesse                                                           | 11     |
| Parole aggiunte                                                         | 6      |
| Sequenze diverse                                                        | 4      |

Il congiuntivo waw serve per collegare parole, clausole o frasi.